# Dornier Do 10
Le Dornier Do 10 (aussi appelé Do C1 ou Do C4 initialement) est un prototype de chasseur biplace et monomoteur conçu par l'avionneur allemand Dornier Flugzeugwerke au tout début des années 1930. Il n'est construit qu'à deux exemplaires.

## Conception

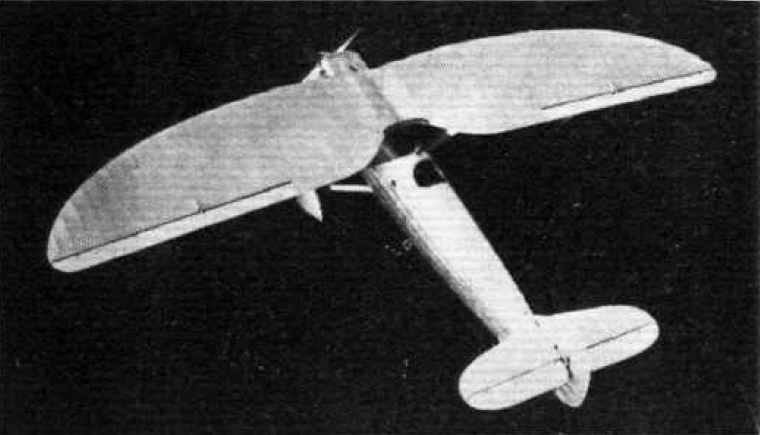
Profil elliptique de l'aile

Lors de la conception du Do 10, le traité de Versailles interdisait à l'Allemagne de se doter d'une aviation militaire, le programme fut donc développé par Dornier discrètement et sous couvert d'une utilisation expérimentale. L'avion est un monoplan, son aile parasol se caractérise par la forme fortement elliptique de son profil de bord d'attaque, qui lui donne une silhouette d'oiseau. Cette innovation avait principalement pour but de réduire la trainée de l'appareil et commençait à être utilisé par différents constructeurs de l'époque. Deux hommes prenaient place dans la carlingue, le pilote et un mitrailleur-observateur derrière lui. Ils devaient disposer chacun de deux mitrailleuses MG08 jumelées, fixées dans l'axe et tirant à travers l'hélice pour le premier, sur un support mobile pour le second. Deux prototypes sont construits à l'usine d'Altenrhein (en Suisse, permettant à Dornier de contourner les interdictions), ils sont motorisés avec un BMW VI 7.3 (703) entrainant une hélice quadripale, et immatriculés D-1592 et D-1898. Le premier vol est réalisé le 25 juillet 1931 par le pilote Egon Fath sur l'aéroport de Staaken à Berlin où ont alors lieu plusieurs phases de tests. Ceux-ci se révèlent non concluant, notamment en raison de plusieurs accidents, et l'avion ne fera jamais l'objet de commande, en revanche les deux prototypes seront utilisés pour des expérimentations supplémentaires.

## Expérimentations
Deux autres motorisations sont essayées sur l'avion, un Rolls-Royce Kestrel IIIS et un Hispano-Suiza 12 Xbrc, leurs performances sont étudiées et comparées à l'originale. Mais les travaux les plus étonnants sont le développement d'un système permettant de modifier l'inclinaison du bloc moteur-hélice, le pilote pouvait ainsi le faire « pointer » légèrement vers le haut puis le ramener en position normale. Il semblerait que cette particularité devait permettre des décollages courts, et d'utiliser de petits terrains de mauvaise qualité.
En raison de la discrétion et de l'importance limitée de ce programme, sa dénomination originale exacte ainsi que celles de ses versions restent floue (Do C1, Do C4). La nomenclature actuelle Do 10 a été défini à postériori par le Reichsluftfahrtministerium (ministère de l'air du 3e Reich) entre 1933 et 1945.